# Robledo del Mazo
Pour les articles homonymes, voir Robledo (homonymie).
Ne doit pas être confondu avec Robledo ou El Robledo.
Robledo del Mazo est une commune d'Espagne de la province de Tolède dans la communauté autonome de Castille-La Manche.

## Administration
| Période                                  | Période | Identité | Étiquette | Qualité |
| ---------------------------------------- | ------- | -------- | --------- | ------- |
|                                          |         |          |           |         |
| Les données manquantes sont à compléter. |         |          |           |         |